# Фищенко, Иван Сергеевич
Иван Сергеевич Фищенко (19 июля 1995, Тюмень) — российский хоккеист, нападающий клуба «Хумо». Серебряный призёр чемпионата мира среди молодёжных команд 2015 года.

## Биография
Хоккеем начал заниматься в 2001 году в Тюмени. Первый тренер — Сергей Петрович Долгих. Хват клюшки левый.
За «Авангард» провел 33 матча, забросил две шайбы, сделал 3 передачи, набрал 10 минут штрафа и показатель полезности «+2».
Всего в различных лигах провел 179 матчей, забросил 36 шайб, сделал 43 передачи, набрал 108 минут штрафа и показатель полезности «+37».

## Достижения
- Серебряный призер молодёжного чемпионата мира 2015.